# جزیره ایوری
جزیره ایوری (Avery Island) جزیره‌ای است در ابالت لوئیزیانا آمریکا.
اوری در ۲۲۵ کیلومتری غرب نیو اورلئان واقع شده‌است.

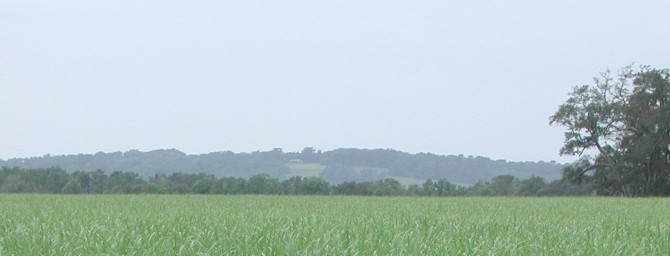
دورنمای جزیره اوری از کشتزارهای نیشکر.

این جزیره به این علت که خاستگاه سس تاباسکو است معروفیت یافته‌است.
این جزیره یکی از ۵ جزیره نمکی ایست که از خلیج لوئیزیانا سر برآورده‌اند.
زمین شناسان بر این باورند که این جزیره از بقایای دریای نمکی ایست که در دورانهای گذشته زمین شناسی، لوئیزیانا و تگزاس امروزی را در بر داشته.